# Idan Roll
Idan Roll (tiếng Hebrew: עִידָן רוֹל, sinh ngày 27 tháng 4 năm 1984) là một chính khách, người mẫu và luật sư người Israel. Anh hiện là Thứ trưởng Bộ ngoại giao và là nghị sĩ Knesset cho đảng Yesh Atid.

## Tiểu sử
Roll được sinh ra ở Jerusalem và chuyển đến Mevaseret Zion khi còn nhỏ, học tại trường trung học Harel. Anh bắt đầu phục vụ quốc gia trong Lực lượng Phòng vệ Israel năm 2002, phục vụ trong Quân đoàn tình báo Israel trong một đơn vị công nghệ ở miền trung Israel, trước khi hoàn thành khóa học sĩ quan và trở thành chỉ huy sĩ quan. Sau khi hoàn thành nghĩa vụ quốc gia, anh bắt đầu phục vụ trong các khu bảo tồn trong Tổng cục tình báo quân đội.
Năm 2007, anh bắt đầu học tại trường Đại học Tel Aviv. Khi còn ở trường đại học, anh đã tham gia StandWithUs và làm việc như một người mẫu. Sau khi tốt nghiệp, anh gia nhập bộ phận thương mại của Meitar Liquornik Geva Leshem Tal. Anh cũng đã hoàn thành bằng thạc sĩ về luật công và sau đó làm việc trong các công ty luật chuyên về công nghệ cao, sáp nhập và mua lại.

### Sự nghiệp chính trị
Trước đây đã từng là thành viên của phe Likudniks của Likud, Roll tham gia Đảng Yesh Atid và trở thành người đứng đầu nhóm LGBTQ. Anh là một phần của danh sách Yesh Atid cho hội đồng thành phố Tel Aviv-Yafo trong bầu cử thành phố 2018. Sau khi đảng này tham gia Xanh và Trắng cho liên minh bầu cử Knesset 2019, anh đã được trao vị trí thứ ba mươi trong danh sách chung, và sau đó được bầu vào Knesset khi liên minh giành được 35 ghế. Mặc dù anh giữ lại vị trí thứ ba mươi tư trong danh sách Xanh và Trắng cho cuộc bầu cử sớm vào tháng 9 năm 2019, liên minh đã bị giảm xuống còn 33 ghế, dẫn đến Roll mất ghế.
Anh đã được xếp thứ ba mươi tư trong danh sách Xanh và Trắng cho cuộc bầu cử tháng 3 năm 2020. Mặc dù đảng giành được 33 ghế, Roll đã vào Knesset sau khi Yael German (người thứ mười ba trong danh sách) nghỉ hưu. Anh đã tái đắc cử trong cuộc bầu cử năm 2021, trong đó Yesh Atid tranh cử một mình. Sau đó, anh được bổ nhiệm làm Thứ trưởng Bộ Ngoại giao trong chính phủ mới, sau đó anh từ bỏ ghế Knesset theo Luật Na Uy.

## Đời tư
Vào ngày 5 tháng 3 năm 2021 Roll kết hôn với ca sĩ nhạc pop Harel Skaat tại Provo, Utah, Hoa Kỳ. Họ có một cậu con trai, Ari, được sinh ra nhờ mang thai hộ vào tháng 8 năm 2018 tại Tulsa, Oklahoma, Hoa Kỳ.